# スイッチ! (TBSテレビ)
『スイッチ!』(正式番組名:Switch! -Wednesday variery night- スイッチ!)は、TBS系列で放送されていたバラエティ番組である。制作局のTBSでは、2006年4月13日（12日深夜）から同年9月21日（20日深夜）まで、毎週木曜0:25 - 0:55(水曜深夜、JST)に放送された。

## 概要
2005年10月から2006年3月まで放送された前番組『10カラット』から10組中5組のメンバーが引き続き出演した。
芸人達が様々な人達に活を入れるため、取材に応じてくれる人が現れるまで何時間も粘り、放送内容も問題児を更生させたり、芸人同士や一般人に勝負を挑むなどのガチンコロケを行った。
レギュラー放送終了後の2006年11月1日21:00 - 22:54(JST)に放送された『スイッチスペシャル!2006年日本一早い重大ニュース中間発表』ではゴールデンタイムに進出し、コンビ毎に「2006年の面白ニュース」に関するロケを行った。しかし、視聴率は4.5%とゴールデンタイムの番組としては低調な数字となった。その後は、2007年1月2日23:20（JST）に『スイッチ!年始スペシャル2007』が放送された。

## 出演者
- オリエンタルラジオ（吉本興業） - 中田敦彦・藤森慎吾
- バッドボーイズ（吉本興業） - 大溝清人・佐田正樹
- トップリード（太田プロダクション） - 和賀勇介・新妻悠太
- マチコ（浅井企画） - 藤平益人・勝又伸悟
- ハリセンボン（吉本興業） - 近藤春菜・箕輪はるか
- ユッキー（ナレーション、ベルベットオフィス）

## ネット局
| 放送対象地域   | 放送局                                   | 系列    | 放送曜日及び放送時間              | 放送日の遅れ |
| -------------- | ---------------------------------------- | ------- | --------------------------------- | ------------ |
| 関東広域圏     | 東京放送（TBS、現・TBSテレビ）【製作局】 | TBS系列 | 木曜 0時25分～0時55分（水曜深夜） | ---          |
| 岩手県         | IBC岩手放送（IBC）                       | TBS系列 | 木曜 0時25分～0時55分（水曜深夜） | ---          |
| 山形県         | テレビユー山形（TUY）                    | TBS系列 | 木曜 0時25分～0時55分（水曜深夜） | ---          |
| 宮城県         | 東北放送（TBC）                          | TBS系列 | 木曜 0時25分～0時55分（水曜深夜） | ---          |
| 福島県         | テレビユー福島（TUF）                    | TBS系列 | 木曜 0時25分～0時55分（水曜深夜） | ---          |
| 新潟県         | 新潟放送（BSN）                          | TBS系列 | 木曜 0時25分～0時55分（水曜深夜） | ---          |
| 長野県         | 信越放送（SBC）                          | TBS系列 | 木曜 0時25分～0時55分（水曜深夜） | ---          |
| 静岡県         | 静岡放送（SBS）                          | TBS系列 | 木曜 0時25分～0時55分（水曜深夜） | ---          |
| 岡山県・香川県 | 山陽放送（RSK、現・RSK山陽放送）         | TBS系列 | 木曜 0時25分～0時55分（水曜深夜） | ---          |
| 大分県         | 大分放送（OBS）                          | TBS系列 | 木曜 0時25分～0時55分（水曜深夜） | ---          |
| 熊本県         | 熊本放送（RKK）                          | TBS系列 | 木曜 0時25分～0時55分（水曜深夜） | ---          |
| 鹿児島県       | 南日本放送（MBC）                        | TBS系列 | 木曜 0時25分～0時55分（水曜深夜） | ---          |
| 沖縄県         | 琉球放送（RBC）                          | TBS系列 | 木曜 0時25分～0時55分（水曜深夜） | ---          |
| 北海道         | 北海道放送（HBC）                        | TBS系列 | 火曜 0時25分～0時55分（月曜深夜） | 12日遅れ     |
| 中京広域圏     | 中部日本放送（CBC、現・CBCテレビ）       | TBS系列 | 金曜 0時25分～0時55分（木曜深夜） | 8日遅れ      |
| 近畿広域圏     | 毎日放送（MBS）                          | TBS系列 | 水曜 1時25分～1時55分（火曜深夜） | 27日遅れ     |
| 広島県         | 中国放送（RCC）                          | TBS系列 | 金曜 0時25分～0時55分（木曜深夜） | 8日遅れ      |
| 宮崎県         | 宮崎放送（MRT）                          | TBS系列 | 火曜 1時20分～1時50分（月曜深夜） | 68日遅れ     |

## スタッフ
- 構成 : 松本真一、柳しゅうへい、鈴木功治
- 技術プロデューサー : 田熊克二
- AP (アシスタントプロデューサー)  : 北口拓也
- ディレクター : ちのうあい（地濃愛）
- 演出 : 前川善郎
- プロデューサー : 山地孝英
- 技術協力 : 八峯テレビ、アンサーズ
- 製作 : G-yama、TBS